# Gljive
Gljive (Fungi) su jedno od carstava u domeni eukariota. Pretpostavlja se da sadržavaju oko milijun i pol vrsta, od kojih je znanstveno opisano tek oko 70 000.
Gljive su organizmi bez klorofila. Tijelo gljive može biti građeno od jedne ili više stanica. Budući da nemaju kloroplaste, gljive ubrajamo u heterotrofne organizme. Gljive su i saprofiti (hrane se organskim tvarima uginulih bića).
Razmnožavaju se: nespolno (sporama i pupanjem) i spolno.
Gljive se prema načinu stvaranja spora svrstavaju na: plijesan, mješinarke i stapčarke. 
Mnoge gljive se koriste kao jestive, ljekovite, psihoaktivne, halucinogene (Amanita muscaria, psilocibe, konocibe.) a mnoge su i otrovne (Boletus satanas, Amanita phalloides...). U raznim plemenima i kulturama se gljive smatraju svetima i neke od njih se upotrebljavaju u ritualima u kojima sudionici upadaju u stanje "proširene svijesti".
Znanost koja proučava gljive je mikologija.

## Podjela gljiva po načinu života
Gljive predstavljaju poseban oblik života na Zemlji koji je razvio tri osnovne strategije preživljavanja u prirodi. Osnovna im je podjela na:
- Myxomycota (sluznjače), protisti nalik gljivama
- Oomycota, gljive algašice (algašice)
- Zygomycota
- Ascomycota gljive mješinarke (mješinarke)
- Basidiomycota gljive stapčarke (stapčarke ili stapčare)

Gljive mogu biti simbionti koje žive u zajednici s mnogim biljnim vrstama i imaju međusobnu korist. Gljive zadržavaju vodu u miceliju, a tu vodu koriste biljke koje pomoću korijenja izvlače mineralne tvari neophodne za rast gljiva;  saprofiti (razlagači) bez čijeg djelovanja u prirodi ne bi moglo doći do razlaganja organskih tvari biljnog podrijetla. Kaže se da, da nema gljiva, šume bi se ugušile u vlastitom otpadu; i paraziti - Dermatofiti - koje napadaju žive biljke, životinje, ljude i druge gljive. Kroz mrežu tankih hifa, gljive upijaju hranu iz žive ili nežive organske tvari.

## Razmnožavanje gljiva
Gljive se razmnožavaju na različite nespolne i spolne načine. Najjednostavniji oblik razmnožavanja je vegetativno razmnožavanje putem odjeljivanja micelija. Pri nespolnom razmnožavanju, sporama je značajna velika različitost, pa se tako najprimitivniji tipovi, koji žive u vodi, razmnožavaju pomoću zoospora s cilijama koje nastaju u zoosporangijama. Primitivni tipovi gljiva koji žive na kopnu razmnožavaju se različitim sporama obavijenim membranom. Te spore mogu nastati unutar sporangija (endospore) ili izvan sporangija (konidije).
Način spolnog razmnožavanja gljiva je također različit. Kod arhimiceta spolni rasplod nastaje kopulacijom muških i ženskih spolnih stanica, koje nastaju u posebnim spolnim organima gljive. Kod fikomiceta spolne stanice se sastoje samo od jezgre, tako da se oplodnja obavlja uz pomoć oplodnih cjevčica. Kod mješinarki i stapičarki došlo je do potpune redukcije spolnih organa.

## Dijelovi gljiva
- Stručak
- Klobuk